# FAMAS
FAMAS (in francese Fusil dAssaut de la Manufacture d'Armes de St-Étienne, "Fucile d'assalto manifattura armi di Saint-Étienne") è un fucile d'assalto prodotto a partire dal 1975 dalla Manufacture d'armes de Saint-Étienne prima e dalla GIAT Industries/Nexter poi.

## Storia
Venne progettato alla fine degli anni sessanta, su una specifica emessa dall'esercito francese era quella di un'arma leggera e potente che facesse funzioni di fucile d'assalto e pistola mitragliatrice, in modo da sostituire con un'unica arma i fucili MAS-49, le mitragliette MAT-49 ed i fucili mitragliatori MAC 24/29. Adottato dall'esercito francese nel 1979 in via sperimentale e definitivamente nel 1983. L'introduzione del nuovo fucile permise all'esercito francese di adottare il munizionamento calibro 5,56 × 45 mm NATO.

## Caratteristiche
È un fucile di tipo bullpup; questa struttura ha il grande vantaggio di rendere l'arma più corta e leggera, rispetto alle sue pari classe (M16, per esempio), quindi più facilmente brandeggiabile e trasportabile. D'altra parte lo svantaggio è che l'arma di un destrimano non può essere usata da un mancino e viceversa. Infatti l'espulsione dei bossoli avviene all'altezza della guancia di chi spara, quindi un mancino che si trovi ad usare un fucile configurato per un destrimano si vedrebbe i bossoli schizzare in piena faccia, oltre al rumore dello sparo giusto vicino all'orecchio. Si registrano incidenti dovuti a questa particolarità, che è in effetti un punto debole dell'arma. Il rimedio a questo inconveniente è dato dalla possibilità d'invertire le posizioni dell'estrattore e della finestra d'espulsione da destra a sinistra e viceversa. Questa 'modifica' richiede quasi uno smontaggio dell'otturatore, il che già di per sé è piuttosto laborioso, ma lo diventa ancor di più se ci si trova in combattimento.

### Il munizionamento
Nella sua configurazione standard può lanciare granate (APAV40 da 40 mm o AC58) od essere equipaggiato di un lanciagranate tipo M203, posto sotto la canna. Le cartucce per questo tipo di tiro sono standard se la granata è munita del dispositivo di ritenzione della pallottola oppure speciali (prive di pallottola). La gittata della granata  è di 340 metri max con un'inclinazione della canna di 45°. Come la maggior parte dei fucili d'assalto moderni ha un selettore di fuoco a tre posizioni: tiro semiautomatico, raffica di tre colpi, tiro automatico

### I difetti di produzione
All'inizio della sua produzione il fucile dimostrò dei gravi problemi di affidabilità, e per questo motivo tutti gli esemplari furono ritirati dal servizio e rimandati in fabbrica per le opportune modifiche. Al suo posto venne temporaneamente messo in servizio il SIG-Manhurin. La decisione di rimettere successivamente in servizio il FAMAS fu oggetto di numerose critiche, tra cui non solo per la configurazione bullpup ma anche per l'affidabilità in ambito militare che ancor oggi non si mostra all'altezza in alcune condizioni estreme.
Per tentare di migliorare nel complesso l'arma, negli anni '90 venne dotata di un sistema di mira istintiva basculante, che consente di mirare approssimativamente anche con l'arma appoggiata lateralmente sul terreno, in modo che si possa strisciare senza essere individuati. Inoltre le munizioni nel caricatore vennero ridotte dallo standard iniziale di 30 colpi a 25, per contenere l'altezza complessiva del fucile quando si spara in posizione a terra.

## Versioni
A tutt'oggi sono state prodotte sostanzialmente 2 versioni:
- F1, il primo, entrato in servizio in qualche reparto speciale negli anni settanta.
- Il G2, disponibile dal 1994, utilizzato dalla Marine nationale. Questa versione si distingue per l'assenza del guardamano del grilletto, sostituito da uno più grande che parte dalla base dell'impugnatura ed arriva fino all'estremità dell'astina, ed una maggiore capienza del caricatore (30 anziché 25 cartucce). La soppressione del guardamano del grilletto è dovuta alla necessità di poter sparare anche con guanti molto spessi.

## IlFELIN

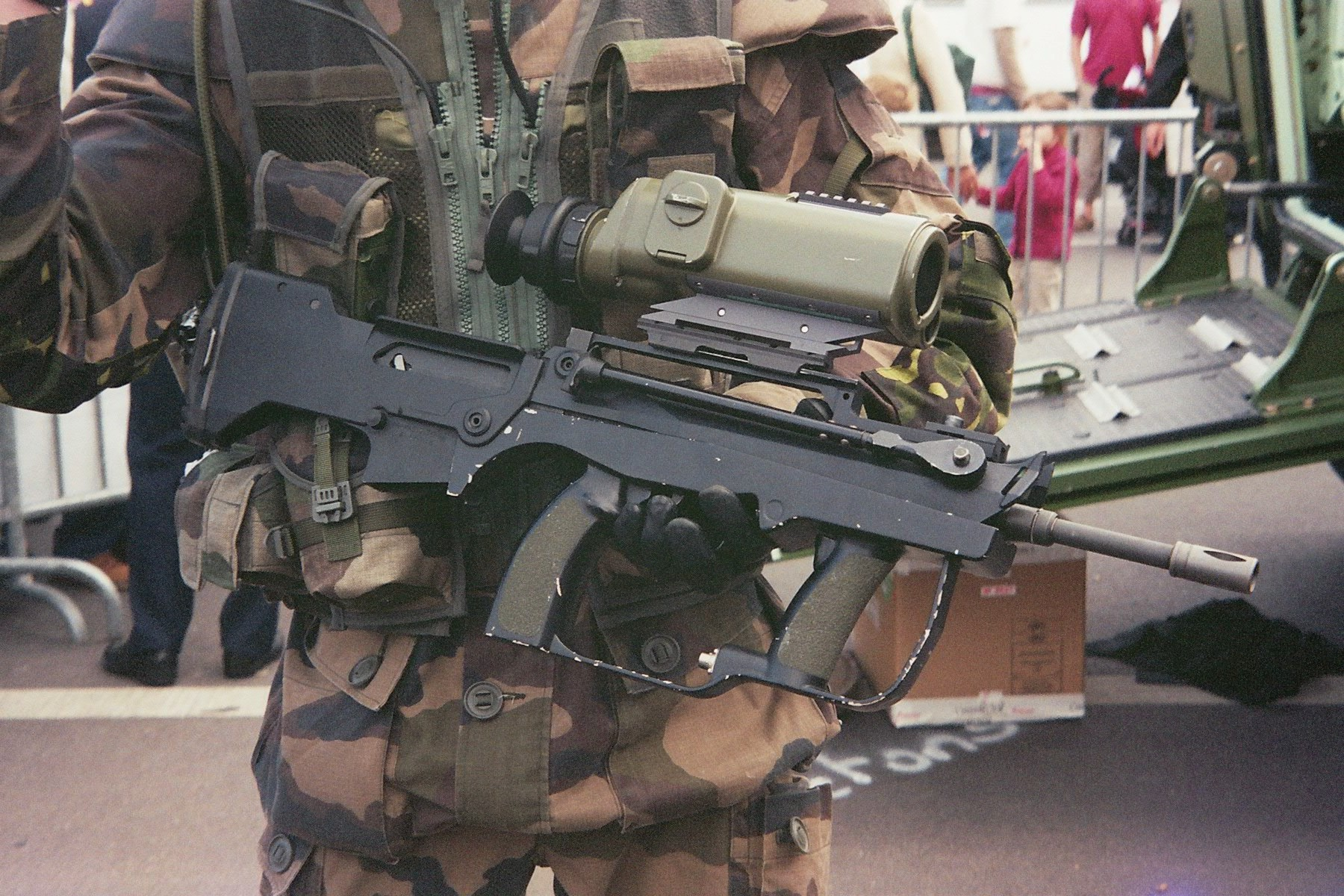
FAMAS in versione FELIN

È attualmente in fase di studio il modello FELIN (Fantassin à équipement et liaisons intégrées, lett. soldato con equipaggiamento e collegamento integrati). Questa variante prevede l'adozione di visori notturni, sensori vari, ed addirittura di un vero e proprio "computer di bordo", collegato in wireless con un'interfaccia uomo posta dentro l'elmetto ed integrata ad una serie di apparecchi disposti un po' dappertutto sulla tuta del soldato, in grado di elaborare dati per aumentare l'efficacia dell'azione offensiva diminuendo l'esposizione al fuoco nemico.

## Nella cultura di massa
- In ambito videoludico, il FAMAS è stato adottato per la prima volta in Metal Gear Solid e successivamente è stato inserito anche in War Rock, Counter-Strike 1.6, Counter-Strike: Condition Zero, Counter-Strike: Source, Counter-Strike: Global Offensive, Tom Clancy's Rainbow Six Siege, Call of Duty: Modern Warfare 2, Call of Duty: Black Ops, Call of Duty: Black Ops 3, Combat Arms, War Rock, Far Cry 3, Far Cry 4, Battlefield 3, Battlefield 4, Spec Ops: The Line, Battlefield Hardline, Tom Clancy's Splinter Cell, Red Crucible 2, Ghost Recon, Tom Clancy's The Division, Tom Clancy's Rainbow Six: Vegas 2, Tom Clancy's Splinter Cell: Blacklist, PAYDAY 2 (in versione F1), TimeSplitters (in versione G2)[2], Warface, Madness: Project Nexus, S.K.I.L.L. - Special Force 2 e Fortnite.

## Sostituzione
Il successore del FAMAS è stato scelto nel settembre 2016: si tratta del tedesco Heckler & Koch HK416, che già equipaggiava diverse forze di polizia, gendarmeria (GIGN) e alcune unità d'élite dell'esercito francese.

Le prime consegne erano previste per il 2017. La consegna totale di oltre 100.000 armi, accessori e munizioni durerà per un decennio.